# Mark Chavez
Mark Anthony Chavez II pseud. "Marky" (ur. 15 listopada 1978 w Bakersfield) – amerykański piosenkarz meksykańskiego pochodzenia, przyrodni brat Jonathana Davisa, wokalisty grupy Korn. Twórca zespołów Adema i Midnight Panic (były wokalista). Niegdyś uzależniony od alkoholu i narkotyków. Z zawodu nauczyciel. Jest żonaty, ma syna Marka Anthoniego Chaveza III.